# Königshain (gmina)
Königshain – miejscowość i gmina w Niemczech, w kraju związkowym Saksonia, w okręgu administracyjnym Drezno, w powiecie Görlitz, wchodzi w skład wspólnoty administracyjnej Reichenbach/O.L.